# Каменка (приток Шубрюга Полуденного)
Каменка — река в России, протекает в Мурашинском районе Кировской области. Устье реки находится в 8,6 км по правому берегу реки Шубрюг Полуденный. Длина реки составляет 15 км.
Исток реки находится на одной из возвышенностей Северных Увалов в лесах в 28 км к северо-западу от посёлка Мураши. Река течёт на юг, всё течение проходит по ненаселённому лесному массиву. Приток — Малая Каменка (правый).

## Данные водного реестра
По данным государственного водного реестра России относится к Камскому бассейновому округу, водохозяйственный участок реки — Вятка от города Киров до города Котельнич, речной подбассейн реки — Вятка. Речной бассейн реки — Кама.
Код объекта в государственном водном реестре — 10010300312111100035706.